# 10921 Romanozen
10921 Romanozen eller 1998 BC2 är en asteroid i huvudbältet som upptäcktes den 17 januari 1998 av Madonna di Dossobuono-observatoriet i Verona, Italien. Den är uppkallad efter Romano Zen.
Asteroiden har en diameter på ungefär 2 kilometer.